# کاپا سیگنیدز
کاپا سیگنیدز (به انگلیسی: Kappa Cygnids) مخفف KCG یک بارش شهابی جزئی است که در مرداد و شهریور هر سال همزمان با بارش شهابی برساوشی روی می‌دهد. نام گذاری این بارش به دلیل دنباله‌های شهابی است که از صورت فلکی ماکیان و ستاره کاپا ماکیان عبور می‌کند.
| سال  | بازه فعالیت     | اوج بارش | آهنگ ساعتی سرسویی |
| ---- | --------------- | -------- | ----------------- |
| ۱۳۸۸ | ۹مرداد-۵ شهریور | ۲۶ مرداد | ۳                 |

## یادداشت
1. ↑  "IMO Meteor Shower Calendar 2009: Contents: July to September: Kappa Cygnids". IMO.net.
2. ↑  "IMO Meteor Shower Calendar 2009: Contents: July to September: Alpha Capricornids". IMO.net. Retrieved 2009-02-10.